# Îles de Kef Doumia
Les îles de Kef Doumia  sont deux îles de la mer Méditerranée à Oued Goussine en Algérie. 

## Description
Les iles sont situées au large de la péninsule de Kef Doumia.
Leur superficie est de 0.56 ha et 0.5 ha.